# Kleinkastell Haselheck
Das Kleinkastell Haselheck, auch Kleinkastell Haselhecke oder nach der Nummerierung der Reichs-Limeskommission Wp 4/85, war ein römisches Kastell an der Wetteraulinie des Obergermanisch-Rätischen Limes. Es befand sich östlich der Gemeinde Echzell im Wetteraukreis in Hessen.

## Lage
Der Limes verläuft, vom Kastell Inheiden kommend, östlich der Horloffsenke annähernd in N-S-Richtung. Das Kleinkastell befand sich am heutigen Waldrand 25 m hinter dem Limes und 1,3 km vom Kastell Echzell entfernt, das auf der westlichen Seite der Horloff lag.
Vom Kleinkastell ist in dem Ackergelände heute nichts mehr zu sehen. Ein Stein mit darauf angebrachter Inschriften-Plakette nördlich der Bisseser Straße weist auf die Anlage hin.

Plan im Limeswerk

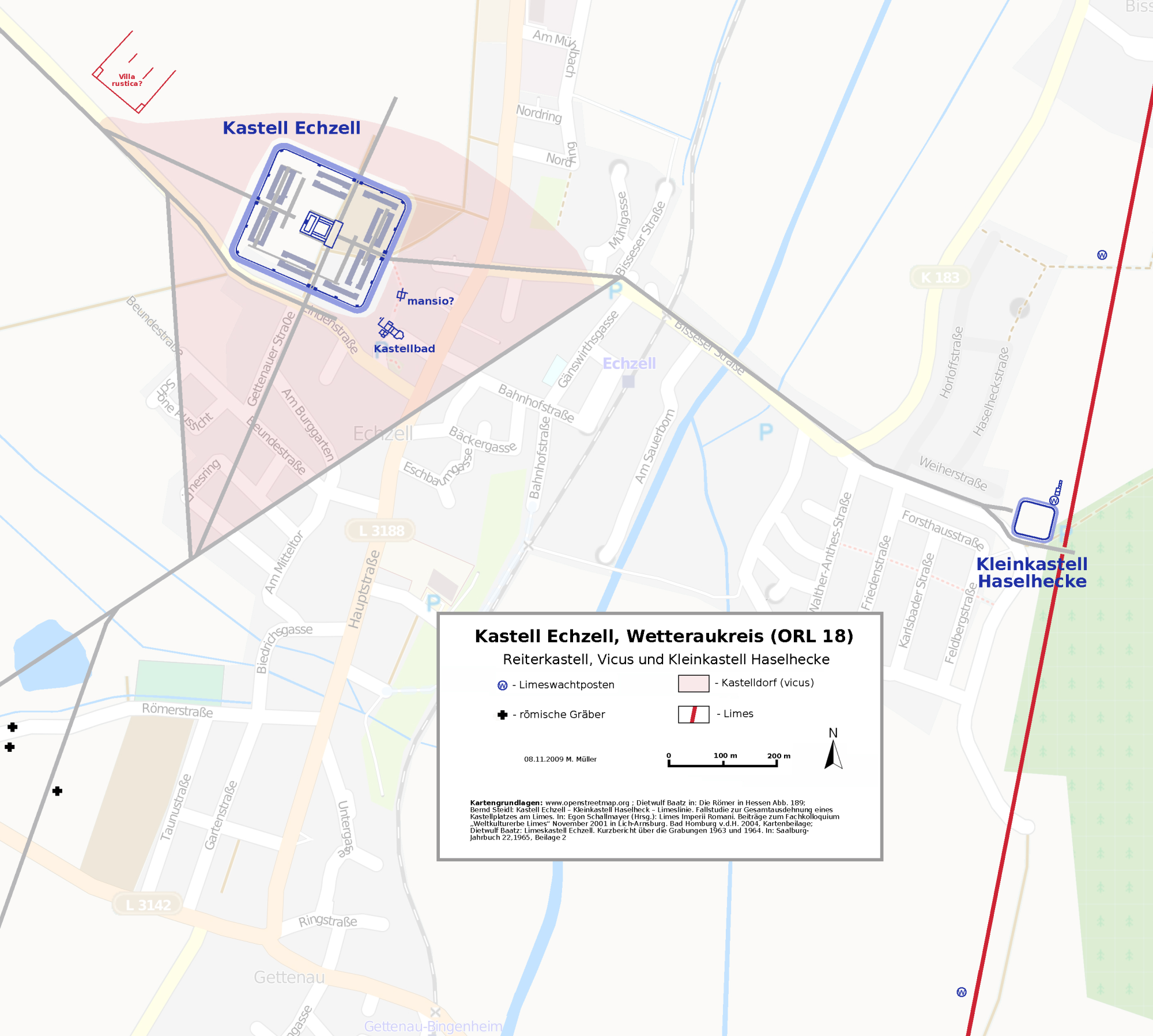
Lageplan Kastell Echzell und Kleinkastell Haselheck

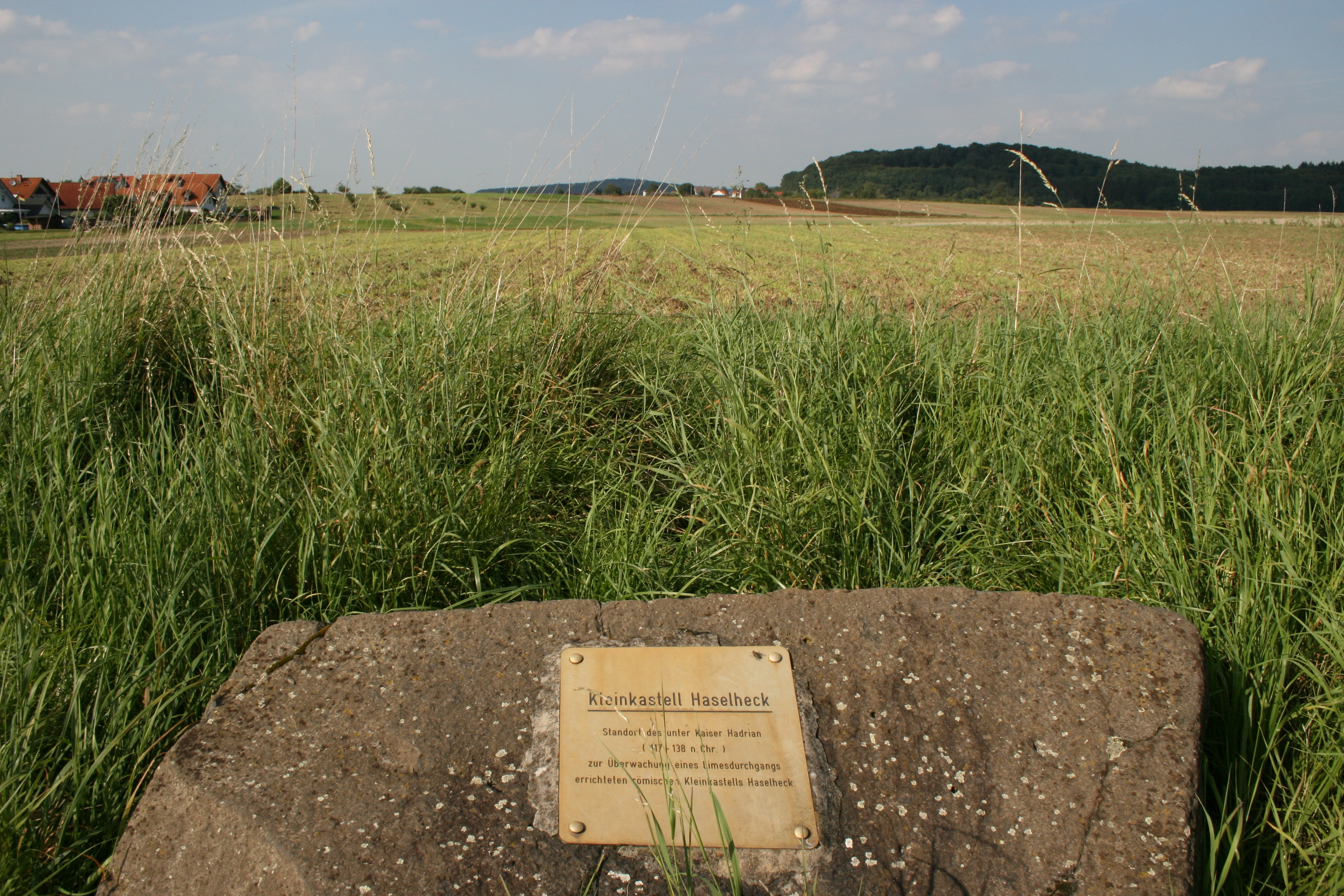
Zustand des Geländes 2007

## Kastell
Das Kastell wurde 1886 vom späteren Streckenkommissar Friedrich Kofler entdeckt und durch mehrere kleinere Schnitte dokumentiert. Das Kastell besaß eine fast zwei Meter breite steinerne Umfassungsmauer aus Bruchsteinen, die an den Ecken mit einem Radius von knapp unter zehn Meter abgerundet war. Die Mauer war zu großen Teilen ausgebrochen. Vor der Mauer befand sich ein 4,5 m breiter und bis zu einem Meter tiefer Graben. Ein Tor wurde nicht nachgewiesen.
Das Kastell nahm eine Fläche von ca. 61 × 64 m ein und gehört damit zu den größten bekannten Anlagen dieser Art am Obergermanischen Limes. Möglicherweise handelt es sich bereits um ein kleines Numeruskastell. Da über die Innenbebauung nichts bekannt ist und keine weiteren Grabungen erfolgten, ist dies aber nicht endgültig zu klären.

## Badegebäude
Näher untersucht wurde bereits von Kofler ein längliches Gebäude 20 m nordnordöstlich des Kastells. Es handelt sich um ein kleines Badegebäude vom Reihentyp (d. h. die Baderäume waren in einer Achse hintereinander angeordnet) mit fünf Räumen. In zwei Räumen konnte ein Estrichfußboden nachgewiesen werden. Die Funktion des Gebäudes ergibt sich neben der Form aus den Funden zahlreicher Hypokaustziegel. Badegebäude bei Kleinkastellen sind eher selten und erst ab einer Größe von 0,3 ha aufwärts zu finden. Wenige Parallelen am Limes sind bekannt vom Kleinkastell Freimühle und möglicherweise vom Kleinkastell Haselburg sowie vom Kleinkastell Hainhaus.

## Datierung
Einige der Ziegel aus dem Badegebäude waren mit Stempeln der Legio XXII Primigenia versehen. Daraus lässt sich die Anlage frühestens auf das Ende der Herrschaft Kaiser Trajans zwischen 110 und 125 n. Chr. datieren. Zwei gefundene Münzen sind ebenfalls trajanische Prägungen. Die gefundene Keramik legt nahe, dass das Kleinkastell Haselheck zwischen 160 und 175 n. Chr. aufgegeben wurde.

## Limesverlauf vom Kleinkastell Haselheck zum Kleinkastell Lochberg
Der Limes verläuft auf weiten Strecken nördlich und südlich des Kleinkastells durch stark landwirtschaftlich genutztes oder überbautes Gebiet und ist nicht sichtbar. Ein kurzes Teilstück ist südlich des Kastells im Wald erhalten. Der Limes durchschneidet hier ein Grabhügelfeld der älteren Eisenzeit (Hallstattzeit) mit etwa 20 Hügeln. Die Grabhügel sind in sehenswerter Höhe erhalten und wurden zu Beginn der 1980er Jahre vom Landesamt für Denkmalpflege Hessen untersucht. Südlich davon verlässt der Limes ab dem Forsthaus wieder das heutige Waldgebiet und ist nicht sichtbar.
| ORL     | Name/Ort               | Beschreibung/Zustand |
| NN      | Kleinkastell Haselheck | siehe oben |
| Wp 4/85 | Haselheck              | Zwischen der Nordostecke des Kleinkastells und dem Bad entdeckte Wilhelm Soldan 1899 einen Ringgraben mit einem Durchmesser auf der Sohle von 20–21,5 m. Der Graben gehörte offensichtlich zu einer Holzturmstelle, die dem Kleinkastell zeitlich vorausging. Pfostengruben wurden nicht entdeckt. An die Stelle des Holzturms trat das Steinkastell statt einer zu erwartenden Steinturmstelle. (Man bemerke die Diskrepanz der Angaben: Die Holzturmstelle wurde angeblich 1899 entdeckt, ist aber auf dem 1894 erstellten Lageplan schon eingezeichnet.) |
| Wp 4/86 | vermutet               | möglicherweise mit einer Fundmeldung Soldans 1901, („Scherben und Mörtelspuren“) 1000 m südlich des Kleinkastells Haselheck zu identifizieren |
| Wp 4/87 | vermutet               | vermutet aufgrund der Entfernung zwischen den beiden Kleinkastellen Haselheck und Lochberg |
| Wp 4/88 | vermutet               | vermutet aufgrund der Entfernung zwischen den beiden Kleinkastellen Haselheck und Lochberg |
| Wp 4/89 | Kleinkastell Lochberg  | siehe separaten Artikel Kleinkastell Lochberg |

## Denkmalschutz
Das Kleinkastell Haselheck und die erwähnten Anlagen sind als Abschnitt des Obergermanisch-Raetischen Limes seit 2005 Teil des UNESCO-Welterbes. Außerdem ist es ein Bodendenkmal im Sinne des Hessischen Denkmalschutzgesetzes. Nachforschungen und gezieltes Sammeln von Funden sind genehmigungspflichtig, Zufallsfunde an die Denkmalbehörden zu melden.